# Championnats du monde de slalom (canoë-kayak) 1995
Navigation
Championnats du monde de slalom 1993 Championnats du monde de slalom 1997
Les 24e championnats du monde de slalom en canoë-kayak de 1995 se sont tenus à Nottingham en Angleterre, sous l'égide de la Fédération internationale de canoë.

## Podiums

### K1
| Rang               | Athlète       | Pays               | Points |
| ------------------ | ------------- | ------------------ | ------ |
| Médaille d'or      | Oliver Fix    | Allemagne          |        |
| Médaille d'argent  | Scott Shipley | États-Unis         |        |
| Médaille de bronze | Jiří Prskavec | République tchèque |        |

| Rang               | Athlète            | Pays        | Points |
| ------------------ | ------------------ | ----------- | ------ |
| Médaille d'or      | Lynn Simpson       | Royaume-Uni |        |
| Médaille d'argent  | Anne Boixel        | France      |        |
| Médaille de bronze | Gordula Striepecke | Allemagne   |        |

### K1 par équipe
| Rang               | Athlète                                      | Pays        | Points |
| ------------------ | -------------------------------------------- | ----------- | ------ |
| Médaille d'or      | Jochen Lettmann Thomas Becker Oliver Fix     | Allemagne   |        |
| Médaille d'argent  | Fedja Marusic Marjan Strukelj Andraž Vehovar | Slovénie    |        |
| Médaille de bronze | Andrew Raspin Shaun Pearce Ian Raspin        | Royaume-Uni |        |

| Rang               | Athlète                                              | Pays        | Points |
| ------------------ | ---------------------------------------------------- | ----------- | ------ |
| Médaille d'or      | Anne Boixel Myriam Jerusalmi Isabelle Despres        | France      |        |
| Médaille d'argent  | Lynn Simpson Rachel Crosbee Heather Corrie           | Royaume-Uni |        |
| Médaille de bronze | Evi Huss Elisabeth Micheler-Jones Gordula Striepecke | Allemagne   |        |

### C1
| Rang               | Athlète         | Pays       | Points |
| ------------------ | --------------- | ---------- | ------ |
| Médaille d'or      | David Hearn     | États-Unis |        |
| Médaille d'argent  | Sören Kaufmann  | Allemagne  |        |
| Médaille de bronze | Michal Martikán | Slovaquie  |        |

### C1 par équipe
| Rang               | Athlète                                      | Pays      | Points |
| ------------------ | -------------------------------------------- | --------- | ------ |
| Médaille d'or      | Vitus Husek Sören Kaufmann Martin Lang       | Allemagne |        |
| Médaille d'argent  | Danko Herceg Zlatko Sedlar Stjepan Perestegi | Croatie   |        |
| Médaille de bronze | Michal Martikán Juraj Mincik Juraj Ontko     | Slovaquie |        |

### C2
| Rang               | Athlète                                 | Pays    | Points |
| ------------------ | --------------------------------------- | ------- | ------ |
| Médaille d'or      | Kryzstof Kolomanski Michał Staniszewski | Pologne |        |
| Médaille d'argent  | Frank Adisson Wilfrid Forgues           | France  |        |
| Médaille de bronze | Éric Biau Bertrand Daille               | France  |        |

### C2 par équipe
| Rang               | Athlète                                                                   | Pays               | Points |
| ------------------ | ------------------------------------------------------------------------- | ------------------ | ------ |
| Médaille d'or      | Jiří Rohan / Miroslav Šimek Stercl Petr / Stercl Pavel Pospisil / Pollert | République tchèque |        |
| Médaille d'argent  | Adisson / Forgues Biau / Daille Del Rey / Saidi T.                        | France             |        |
| Médaille de bronze | Berro / Trummer Senft / Ehrenberg Hübbers / Raumann                       | Allemagne          |        |

## Tableau des médailles
| Rang  | Nation      | Or | Argent | Bronze | Total |
| ----- | ----------- | -- | ------ | ------ | ----- |
| 1     | Allemagne   | 3  | 1      | 3      | 7     |
| 2     | France      | 1  | 3      | 1      | 5     |
| 3     | Royaume-Uni | 1  | 1      | 1      | 3     |
| 4     | États-Unis  | 1  | 1      | 0      | 2     |
| 5     | Tchéquie    | 1  | 0      | 1      | 2     |
| 6     | Pologne     | 1  | 0      | 0      | 1     |
| 7     | Slovaquie   | 0  | 0      | 2      | 2     |
| 8     | Croatie     | 0  | 1      | 0      | 1     |
| 9     | Slovénie    | 0  | 1      | 0      | 1     |
| Total | Total       | 8  | 8      | 8      | 24    |